# Oelhafen von Schöllenbach

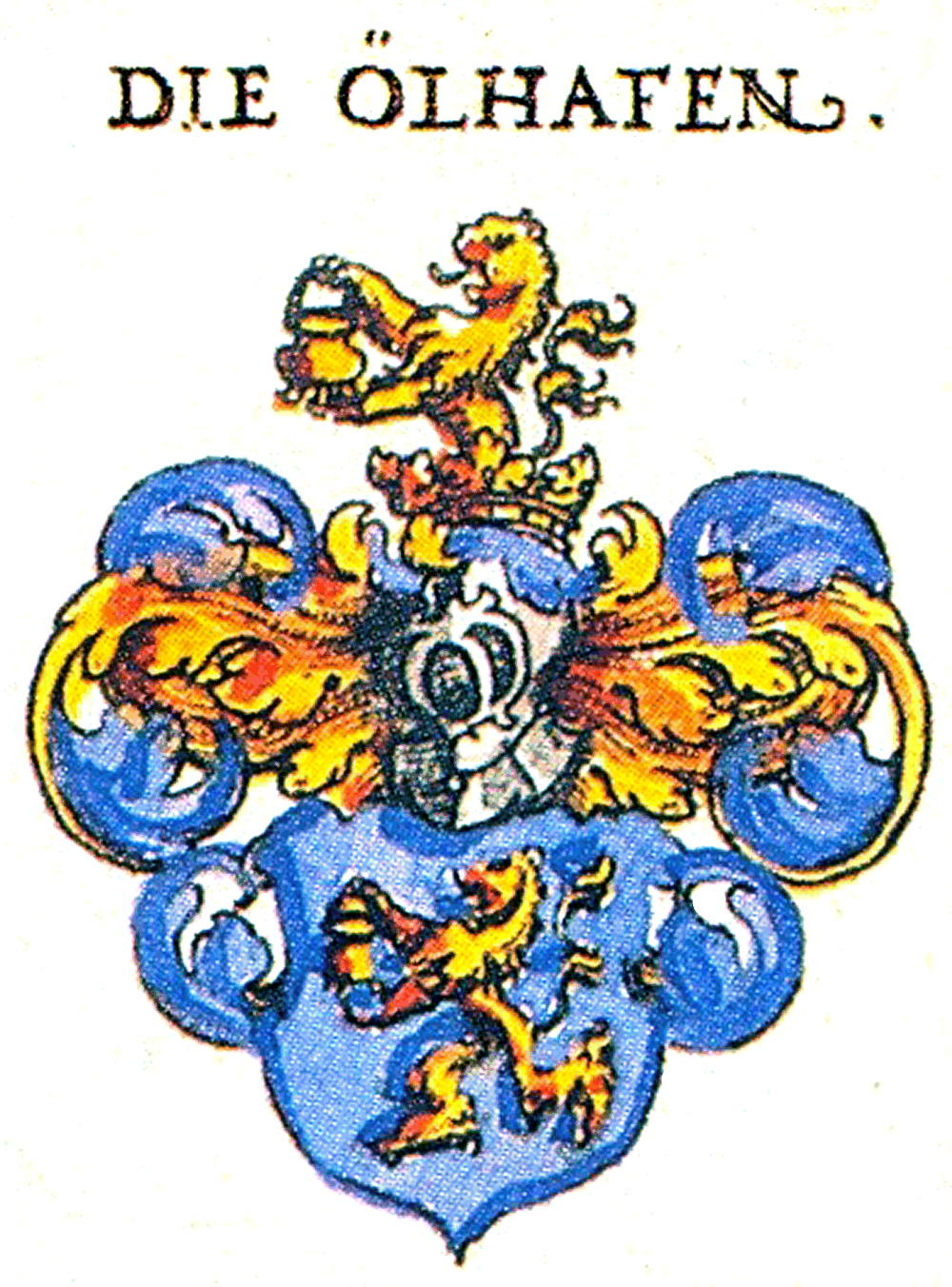
Das Wappen der Oelhafen nach Siebmachers Wappenbuch 1605, korrekt gespiegelt

Die Oelhafen von Schöllenbach (auch: Oelhafen von Schöllenbach auf Rupprechtstein und Eismannsberg) sind eine Patrizierfamilie der Reichsstadt Nürnberg – erstmals urkundlich erwähnt im Jahr 1363. Sie wurden 1729 in das Patriziat kooptiert, konnten aber vor dem Ende der reichsstädtischen Unabhängigkeit 1808 keinen Vertreter mehr in den Inneren Rat entsenden.

## Geschichte
Die Herkunft der Oelhafen ist unklar, sie sollen aus Zürich stammen, wo 1340, 1365 und 1366 Oelhafen als Regimentsräte eingetragen sind und Rueger Oelhafen "Zunftmeister in der 8. Zunft nach der Ordnung auf Weihnachten" war. Der Name leitet sich vom ursprünglichen Wappensymbol ab, einer Ölkanne ("Hafen" ist ein altes oberdeutsch-schweizerisches Wort für ‘irdenes Gefäß’ oder ‘Behältnis’). Sie sollen dann über Lauingen nach Nördlingen eingewandert sein. In Nördlingen war Heinrich Oelhafen, der im Jahr 1363 erste urkundlich erwähnte Vertreter des Geschlechts, Mitglied des dortigen Rats. Vom Nördlinger Ries verzweigten sie sich weiter nach Nürnberg, Leipzig und Breslau.

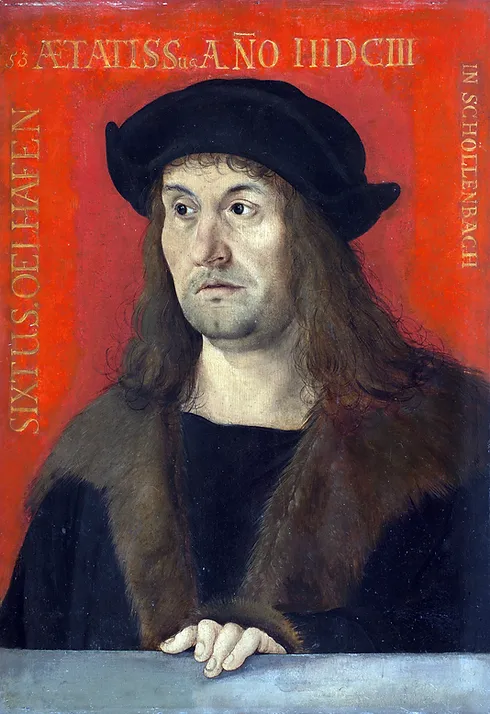
Sixtus I. Oelhafen (um 1466–1539), Porträt von Hans Schäufelein aus der Werkstatt von Albrecht Dürer

Der erste in Nürnberg erwähnte, zugleich bedeutendste Vertreter und Ahnherr der fränkischen Linie der Familie war Sixtus I. Oelhafen (um 1466–1539). Er war oberster Sekretär in der Hofkanzlei von drei Kaisern und Königen. Friedrich III. verlieh ihm und seinen Brüdern 1489 den erblichen Reichsadel samt neuem Wappen (Löwe mit Ölkrug). 1519 erwarb er auch das Nürnberger Bürgerrecht und wurde Mitglied des Größeren Rats der Reichsstadt. 1521 kam er auf dem Reichstag zu Worms mit Martin Luther in Kontakt und war von diesem so beeindruckt, dass er Johann (1520–80), einen seiner Söhne aus zweiter Ehe, zum Studium nach Wittenberg schickte, wo dieser 1534–36 im Hausstand Luthers lebte und sich mit Melanchthon befreundete. Sixtus gab bei Albrecht Dürer sein Porträt in Auftrag (das Werkstattbild von Hans Schäufelein ist heute in Würzburg); ein weiteres Porträt von Schäufelein (in der National Gallery of Art, Washington) wird als ebenfalls Sixtus darstellend interpretiert.
Ähnlich wie sein Vater machte der Sohn Johann Karriere als Jurist und wurde Stadt- und Bannrichter in Nürnberg. Auch spätere Oelhafen zeichneten sich als reichsstädtische Diplomaten aus, darunter Johann Christoph (1574–1631) und Tobias (1601–66) sowie dessen Sohn Georg Tobias (1632–85).
Obwohl der Nördlinger Patriziersohn Sixt I. in erster Ehe 1501 mit Anna Pfinzing von Henfenfeld und in zweiter Ehe 1508 mit Barbara Rieter von Kornburg jeweils in das Nürnberger Patriziat einheiratete, zählte das Tanzstatut von 1521 die Oelhafen nicht zum Kreis der ratsfähigen Familien für den regierenden Inneren Rat. 1546 erkannte ihnen der Rat aber die Gerichtsfähigkeit zu, nahm sie jedoch erst 1729, kurz vor Ende der reichsstädtischen Zeit, in das Patriziat auf, zusammen mit den Gugel, Peßler, Scheurl, Thill und Waldstromer. Sie stellten jedoch keinen Vertreter des Inneren Rats mehr.
Sixt I. Oelhafen beteiligte sich an Gewerken in Ilmenau (Thüringen) und kaufte 1512/16 die Dörfer Ober- und Unterschöllenbach. 1538 richtete er testamentarisch die Vorschickung Schöllenbach ein. Seither nennen sich die Oelhafen von Schöllenbach.
1709 kaufte Christoph Elias (1675–1736), reichsstädtischer Ratskonsulent, der 1729 für sich und seine Erben von Kaiser Karl VI. das Kooptationsdiplom zu den „adeligratsfähigen Geschlechtern“ erwirkte, die Hofmark Eismannsberg im Nürnberger Land und ließ dort 1726 ein Neues Schloss errichten (das alte Herrenhaus wurde zu einem Ökonomie- und Brauereigebäude umgebaut und brannte 1841 aus). In Eismannsberg etablierte sich 1716–1859 eine eigene Linie.
Sein Sohn Carl Christoph Oelhafen von Schöllenbach (1709–85) wurde 1737 Pfleger der Nürnberger Ämter Velden und Hauseck und 1748 Pfleger des Amtes Gräfenberg sowie seit 1764 Oberamtmann und Oberrichter des Waldamt Sebaldi. Er erwarb als forstwissenschaftlicher Schriftsteller hohe Anerkennung und wurde 1771 in die Leopoldina berufen. Er wurde Besitzer der im Oberpfälzer Jura gelegene Hofmark Rupprechtstein mit Landsassengütern in zehn sulzbachischen und drei nürnbergischen Ortschaften, an der er Anteile über seine Mutter Anna Maria Gewandschneider geerbt hatte; die Miterben aus den Familien Harsdörfer und Härtung zahlte er 1754 bzw. 1783 aus.
1813 wurde die – heute noch existierende – Familie Oelhafen von Schöllenbach dem einfachen bayerischen Adel immatrikuliert.
Zwischen 1806 und 1906 stellten die Oelhafen sechzehn aktive und vier Reserveoffiziere der bayerischen Armee, davon allein sechs Söhne des Majors Karl Oelhafen von Schöllenbach (1810–1875).

## Ehemalige Besitzungen (Auszug)
- 1512/16–1812/1864 Oberschöllenbach und Unterschöllenbach, 1538 als Vorschickung Schöllenbach namensgebender Stammsitz. Der Oberschöllenbacher „Untere Herrensitz“ (Hauptstraße 11/Rheinstraße 2) wurde 1550 und nach Zerstörung erneut 1556 aufgebaut; um 1800 entstellend verändert und 1812 verkauft.[4] Ein „Oberer Sitz“ (Oberschöllenbacher Hauptstraße 2, 2a), um 1643 erbaut, wurde 1864 durch Ferdinand und seinen Neffen Eugen von Oelhafen versteigert; der Bau ist erhalten.[5]
- 1680–1722 das Schloss Solar bei Hilpoltstein[6]

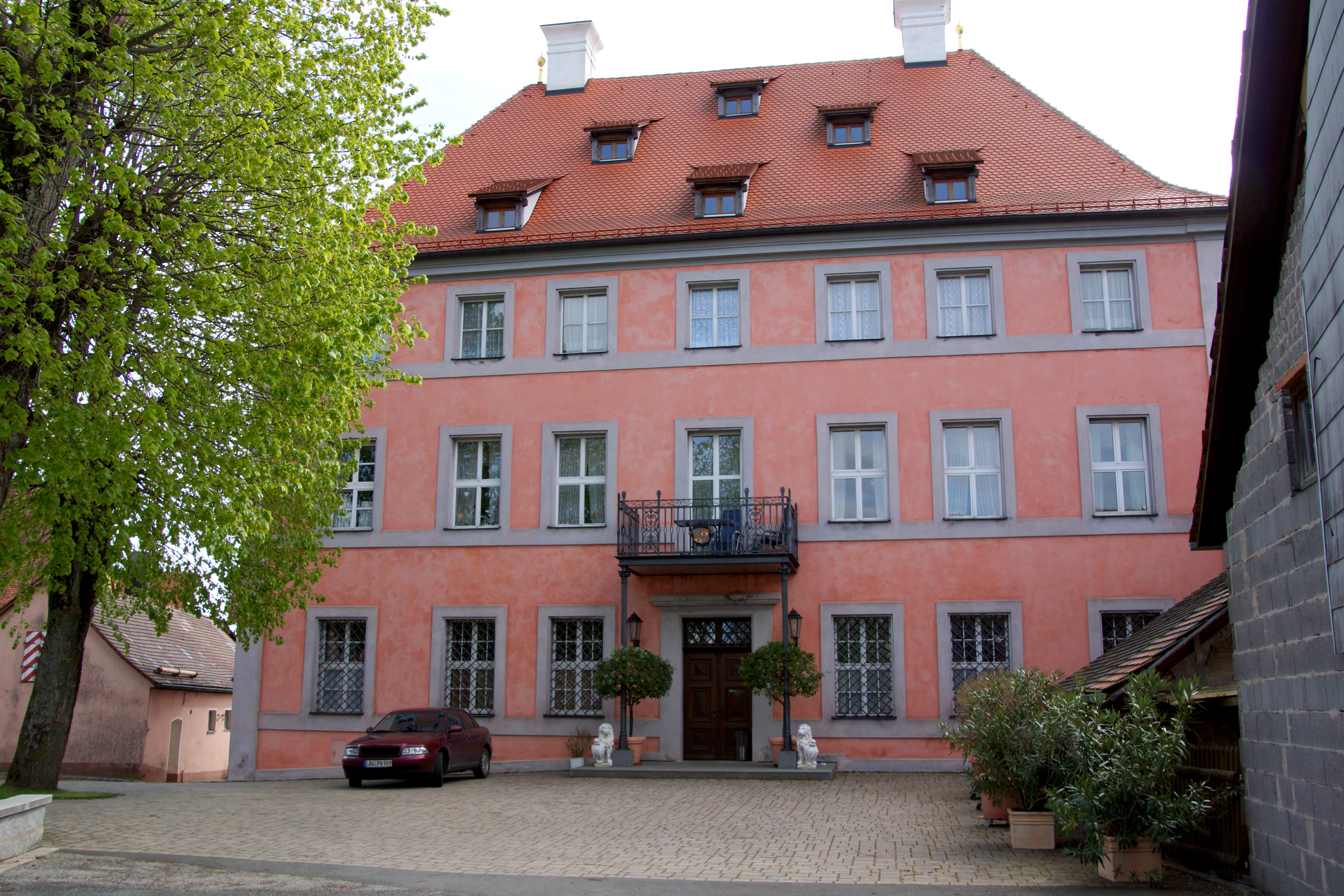
Schloss Eismannsberg

- Schloss Eismannsberg1716–1859 das Schloss Eismannsberg bei Altdorf
- 1700–17?? den Herrensitz in Kleingeschaidt (heute: Schlossbauernhof)
- 1754–1810 die Hofmark Rupprechtstein, Oberpfalz
- 1763–1799 das „Kolerschloss“ in Neunhof (Lauf an der Pegnitz) (von den verwandten Welser erworben und wieder an sie zurückverkauft)
- 1786–1835 das „Doktorschlösschen“ in Mögeldorf[7] (Epitaph in der Kirche)
- 1812–1830 den Herrensitz Weiherhaus (Nürnberg) (aufgesiedelt)
- 1812–1852 den Herrensitz Königshof bei Pillenreuth
- um 1843 den Herrensitz in Oberwolkersdorf in Schwabach (geerbt von den Fürer von Haimendorf, aufgesiedelt)
- Besitz und Grundherrschaften in Feucht, Fürth, Gebersdorf (1 Gut), Gaismannshof  (2 Halbhöfe, 1 Gut), Leichendorf  (eine Mühle), Poppenreuth (1 Hof, 3 Güter, 1 Schmiedstatt), Ronhof (2 Halbhöfe, 1 Gut), Wetzendorf (2 Halbhöfe, 1 Gütlein) und Buchschwabach (drei Höfe, vier Güter, eine Mühle, eine Erbschenkstatt)

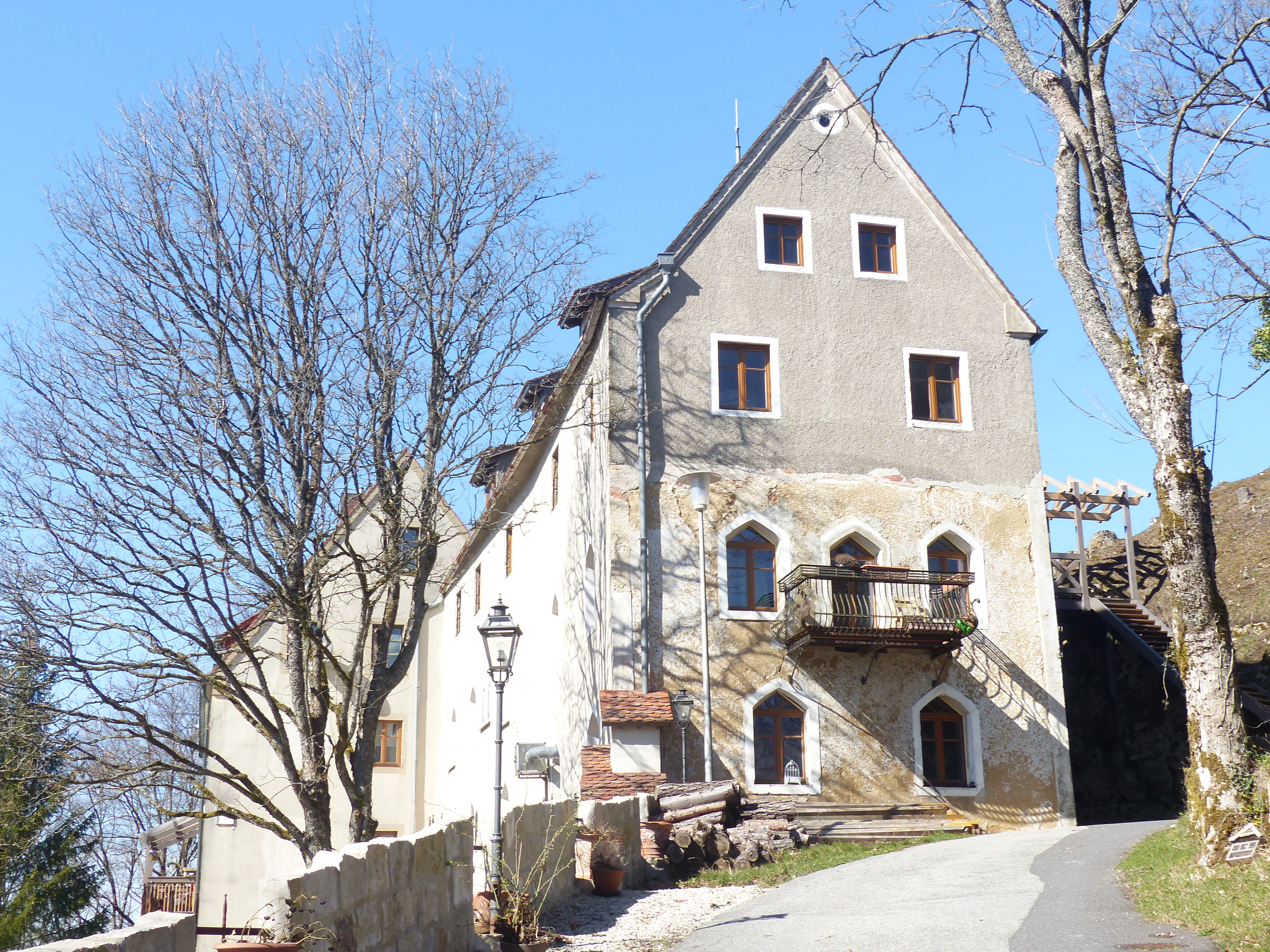
Burgsitz Rupprechtstein, Oberpfalz
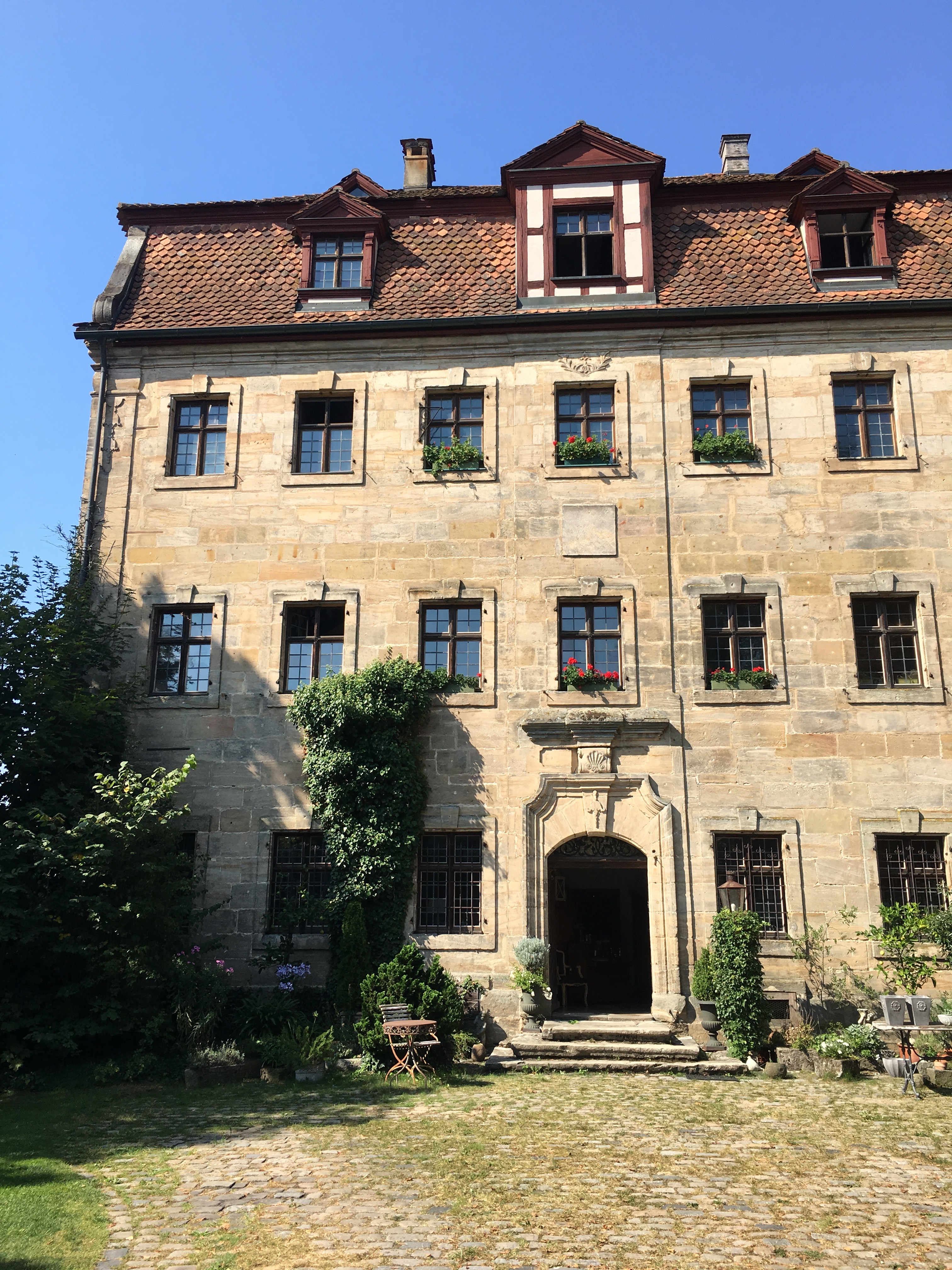
„Kolerschloss“ in Neunhof (Lauf an der Pegnitz)
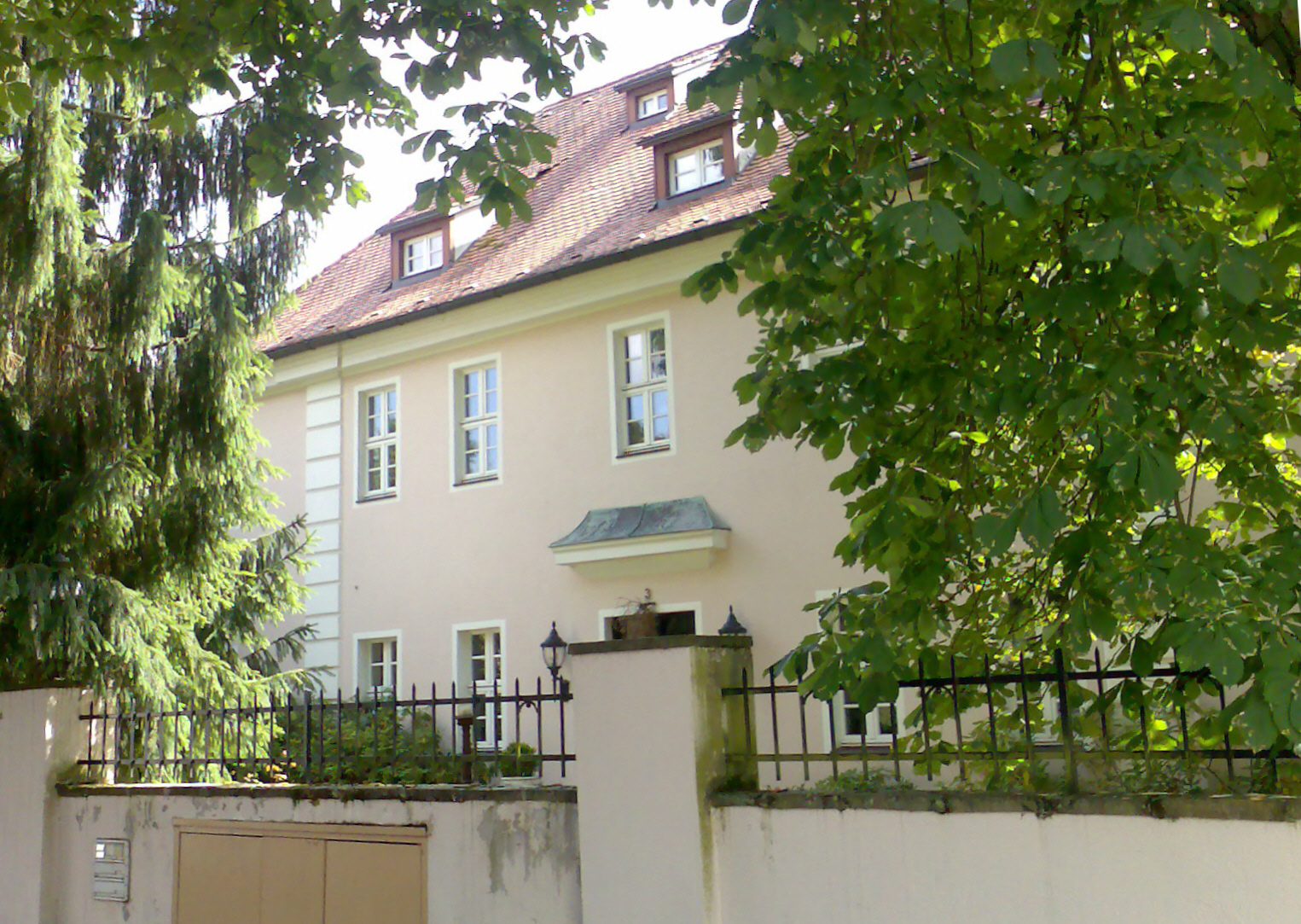
Herrensitz Weiherhaus
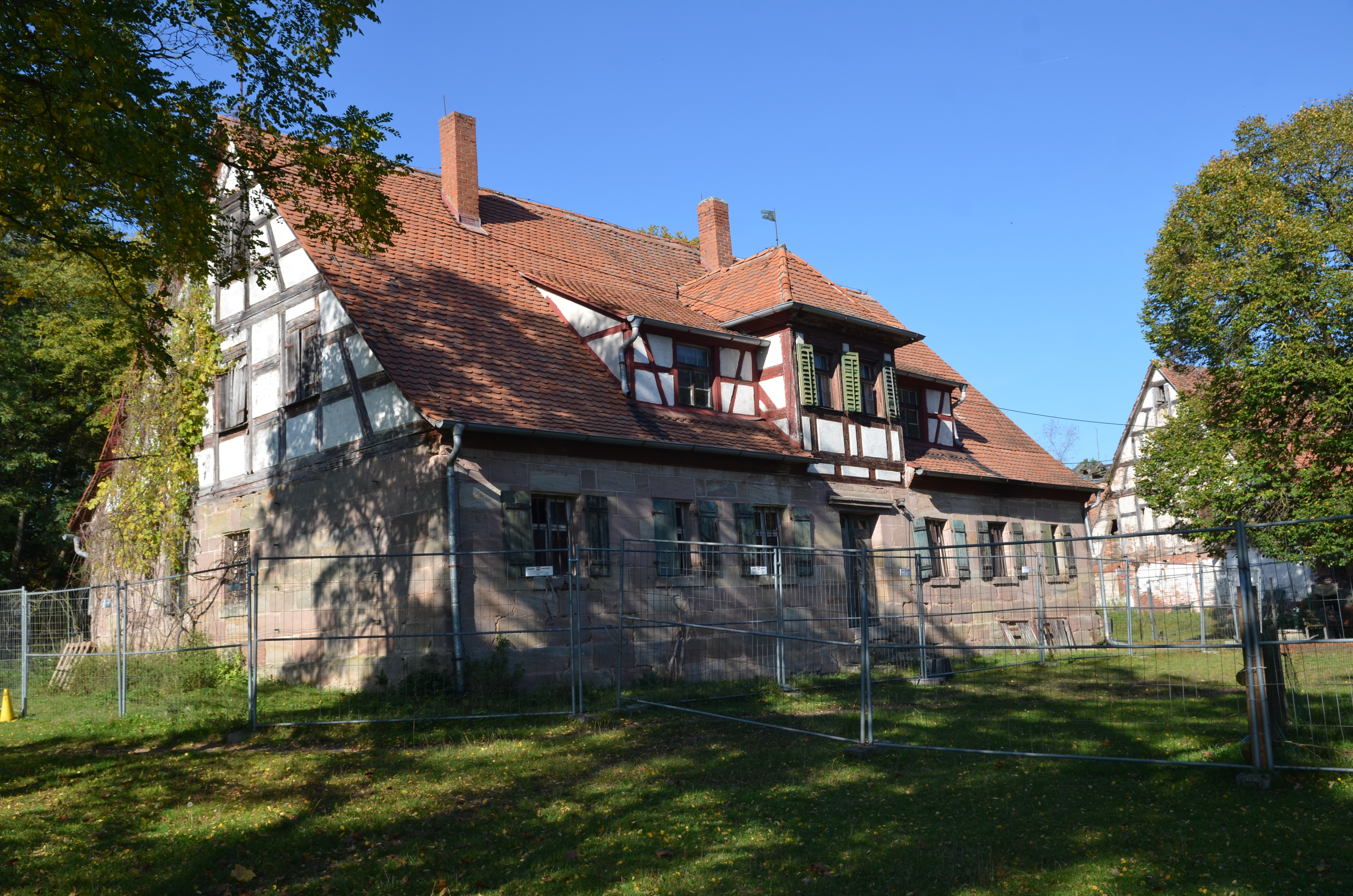
Herrensitz Königshof
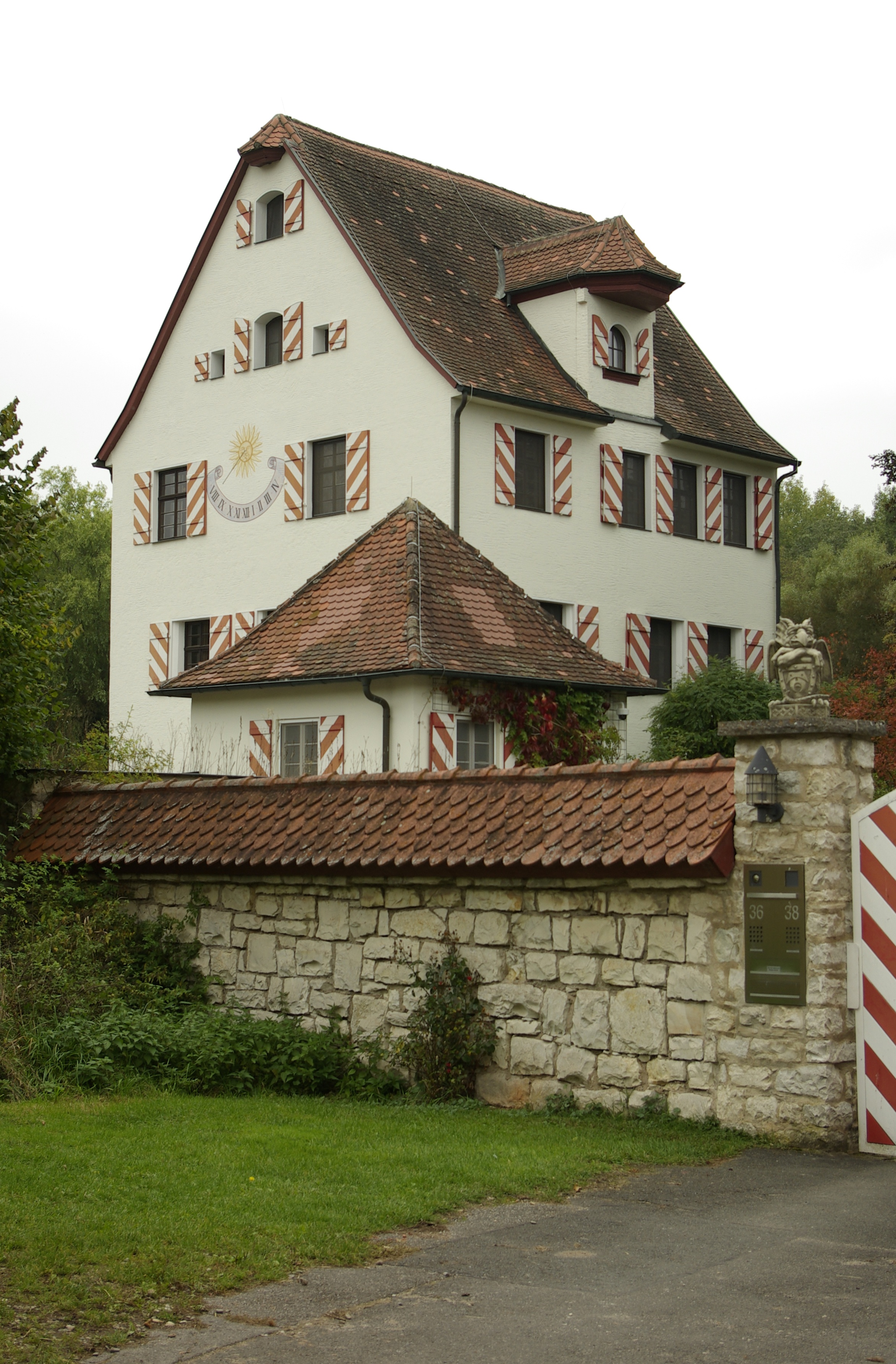
Herrensitz Oberwolkersdorf

## Bekannte Familienmitglieder

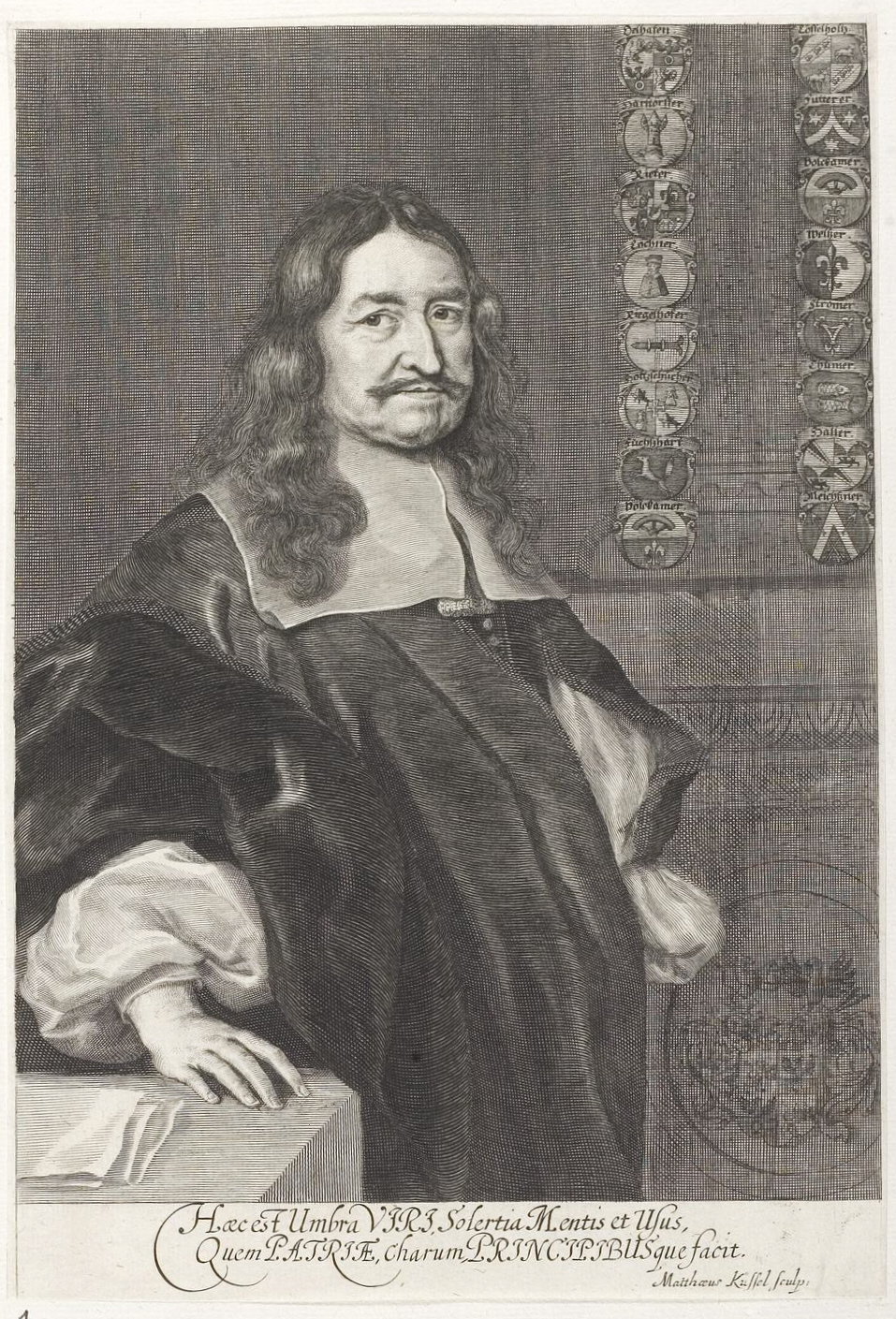
Tobias Oelhafen von Schöllenbach (1601–1666), Nürnberger Diplomat beim Westfälischen Frieden

- Georg Oelhafen († 1486), Nördlinger Ratsherr
- Sixt I. Oelhafen (1466–1539), oberster Sekretär in der Hofkanzlei der Kaiser und Könige Friedrich III., Maximilian I. und Karl V. 1501 übertrug ihm Maximilian I. die Aufgabe eines Sekretärs des in Nürnberg tagenden Reichsregiments.
- Johannes Oelhafen von Schöllenbach (1520–1553), Ratsassessor
- Johann Christoph Oelhafen von Schöllenbach (1574–1631), Konsulent für Nürnberg und für zahlreiche andere Territorialherren. Er arbeitete am Reichskammergericht und wurde 1626 Prokanzler der Universität Altdorf.
- Tobias Oelhafen von Schöllenbach (1601–1666), Nürnberger Diplomat, er unterschrieb als Vertreter der Reichsstadt Nürnberg im Jahre 1648 gemeinsam mit dem Ratsherrn Jobst Christoph Kreß von Kressenstein den Westfälischen Frieden und wurde 1652 Prokanzler der Universität Altdorf
- Johann Ernst Oelhafen von Schöllenbach, Stammherr der Eismannsberger Linie; nahm 1651 als Abgesandter Nürnbergs am Reichstag in Regensburg teil; ein Jahrzehnt später in Diensten des Schwedischen Heeres. Nach 15 Jahren Abwesenheit kam er wieder zurück und wurde Amtmann in der Stadt Nürnberg; beerdigt auf dem Johannisfriedhof.
- Georg Tobias Oelhafen von Schöllenbach (1632–1685), Nürnberger Diplomat
- Christoph Elias Oelhafen von Schöllenbach (1675–1736), Ratskonsulent, Pfleger des Amtes Altdorf, Erbauer des Schlosses Eismannsberg; seine Gemahlin Anna Maria Gewandschneider aus Weiherhaus wurde Miterbin der Hofmark Rupprechtstein
- Carl Christoph Oelhafen von Schöllenbach (1709–1785), Forstwissenschaftler und Oberamtmann des Waldamt Sebaldi, Mitglied der Leopoldina, Pfleger der Ämter Velden, Hauseck und Gräfenberg, Herr auf Rupprechtstein
- Georg Christoph Oelhafen (1710–1779), Generalfeldmarschall-Lieutenant des Fränkischen Reichskreises, Sohn des Christoph Elias

### Leipziger Linie
- Leonhard I. Oelhafen von Schöllenbach (1513–60), Begründer der Leipziger Linie
- Leonhard II. Oelhafen von Schöllenbach (1555–1609), Leipziger Bürgermeister
- Leonhard III. Oelhafen von Schöllenbach (1578–1628), Ratsherr und Baumeister
- Isaak Oelhafen von Schöllenbach (1606–1675), Letzter der Leipziger Linie

### Bilder

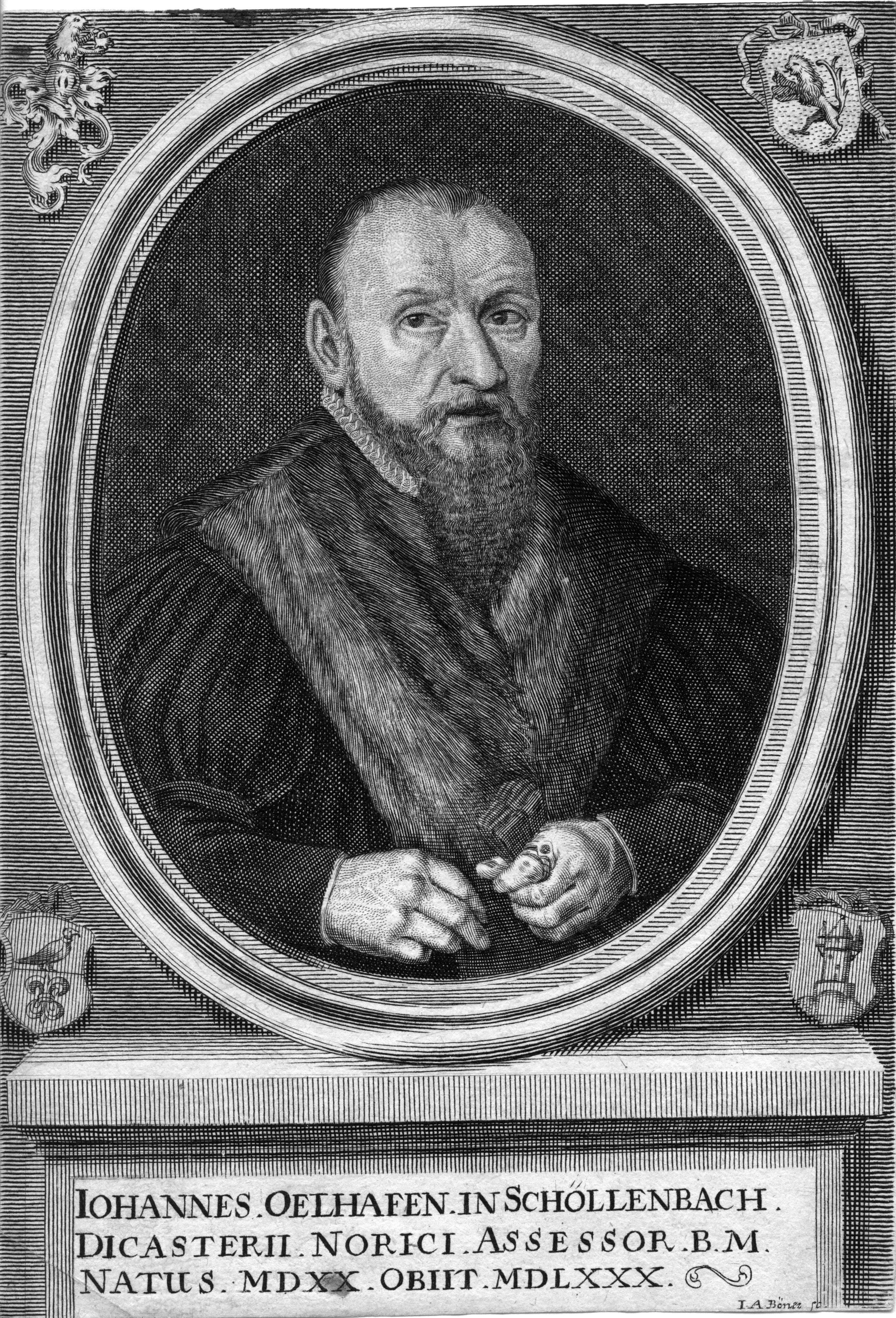
Johannes Oelhafen von Schöllenbach (1520–1553), Ratsassessor (von Johann Alexander Böner)
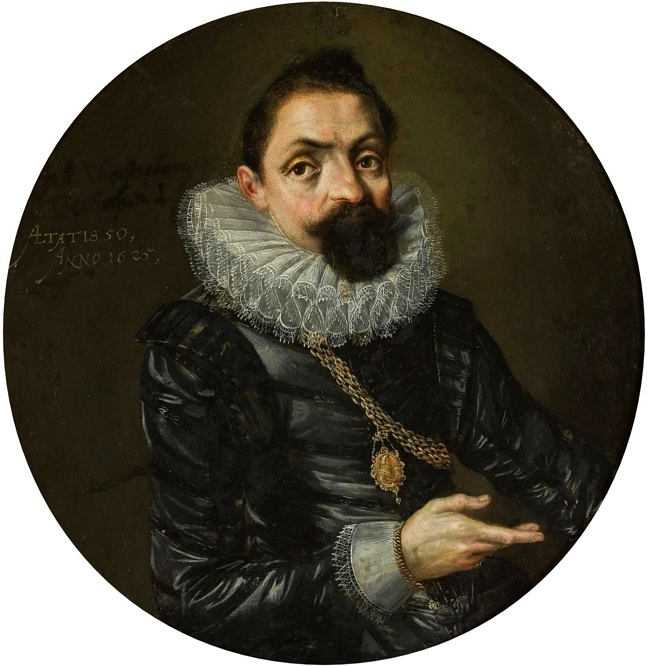
Johann Christoph Oelhafen (1574–1631), Konsulent, Prokanzler der Universität Altdorf (von Lorenz Strauch, 1625, Nationalmuseum Warschau)
Tobias Oelhafen von Schöllenbach (1601–1666), Diplomat
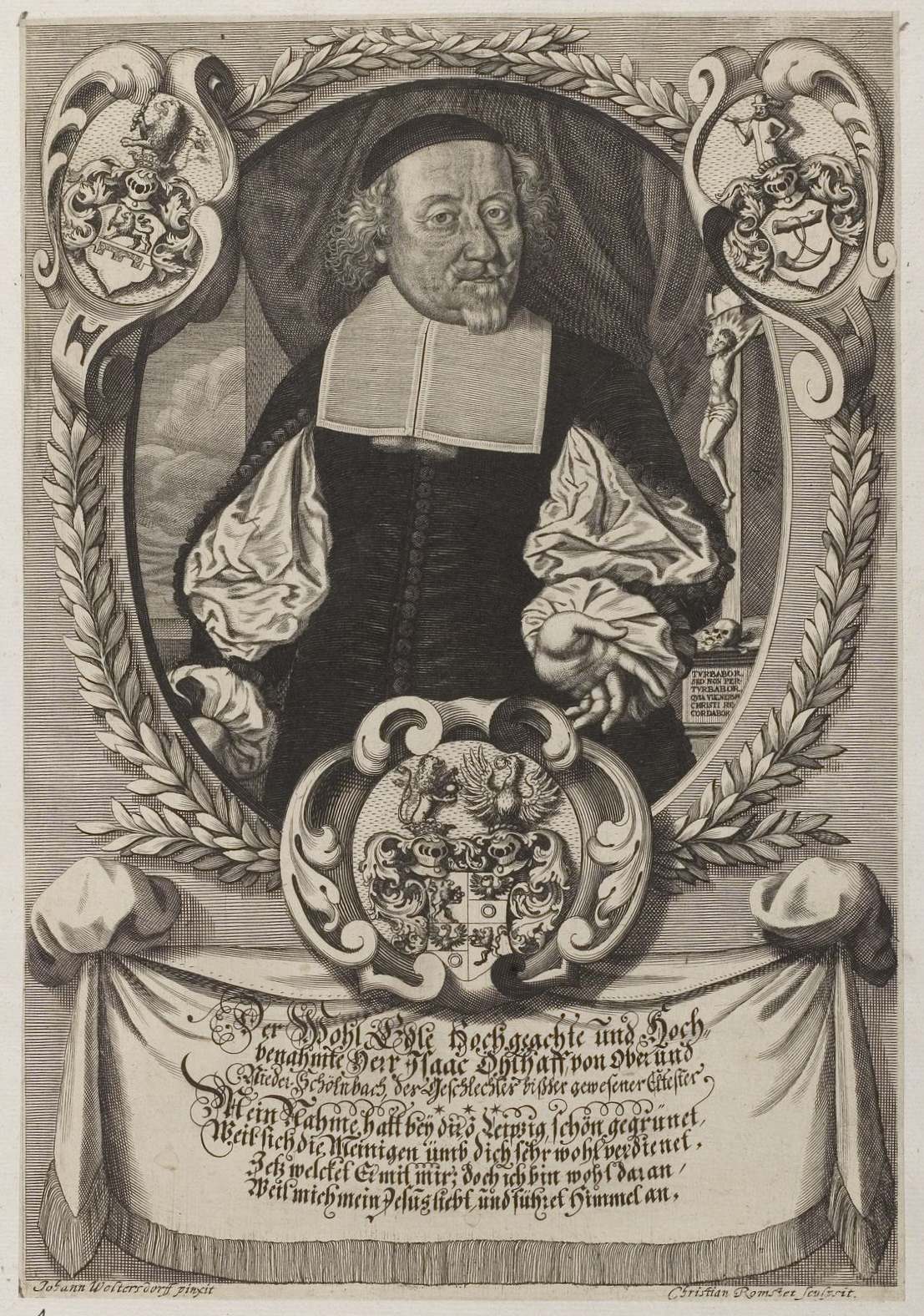
Isaak Oelhafen von Schöllenbach (1606–1675), Letzter der Leipziger Linie

Epitaphien und Totenschilder der Oelhafen finden sich in St. Sebald, St. Lorenz, St. Jakob, in der Frauenkirche und in der Mögeldorfer Kirche.

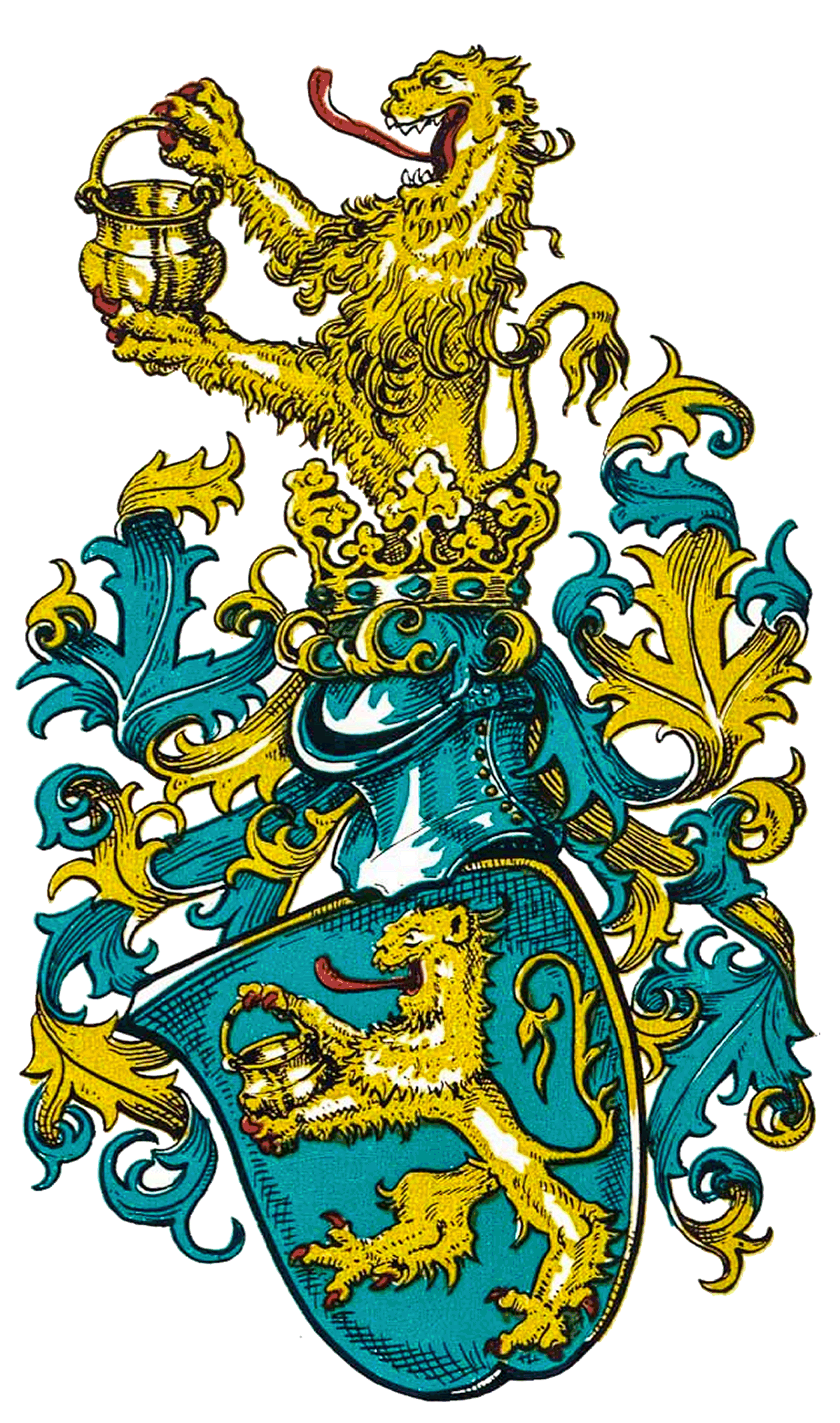
Wappen der Oelhafen von Schöllenbach (Rudolf Stein)

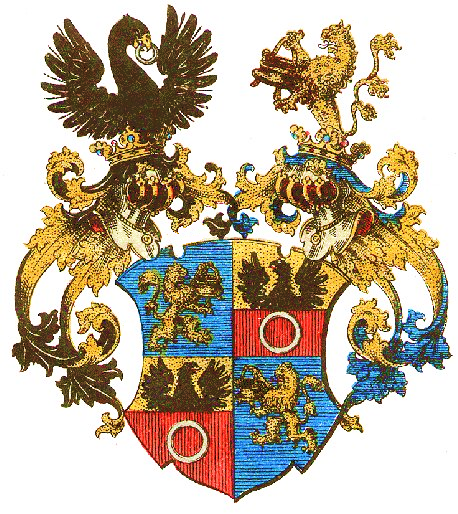
Vereintes Wappen Oelhafen und Pfinzing

## Wappen

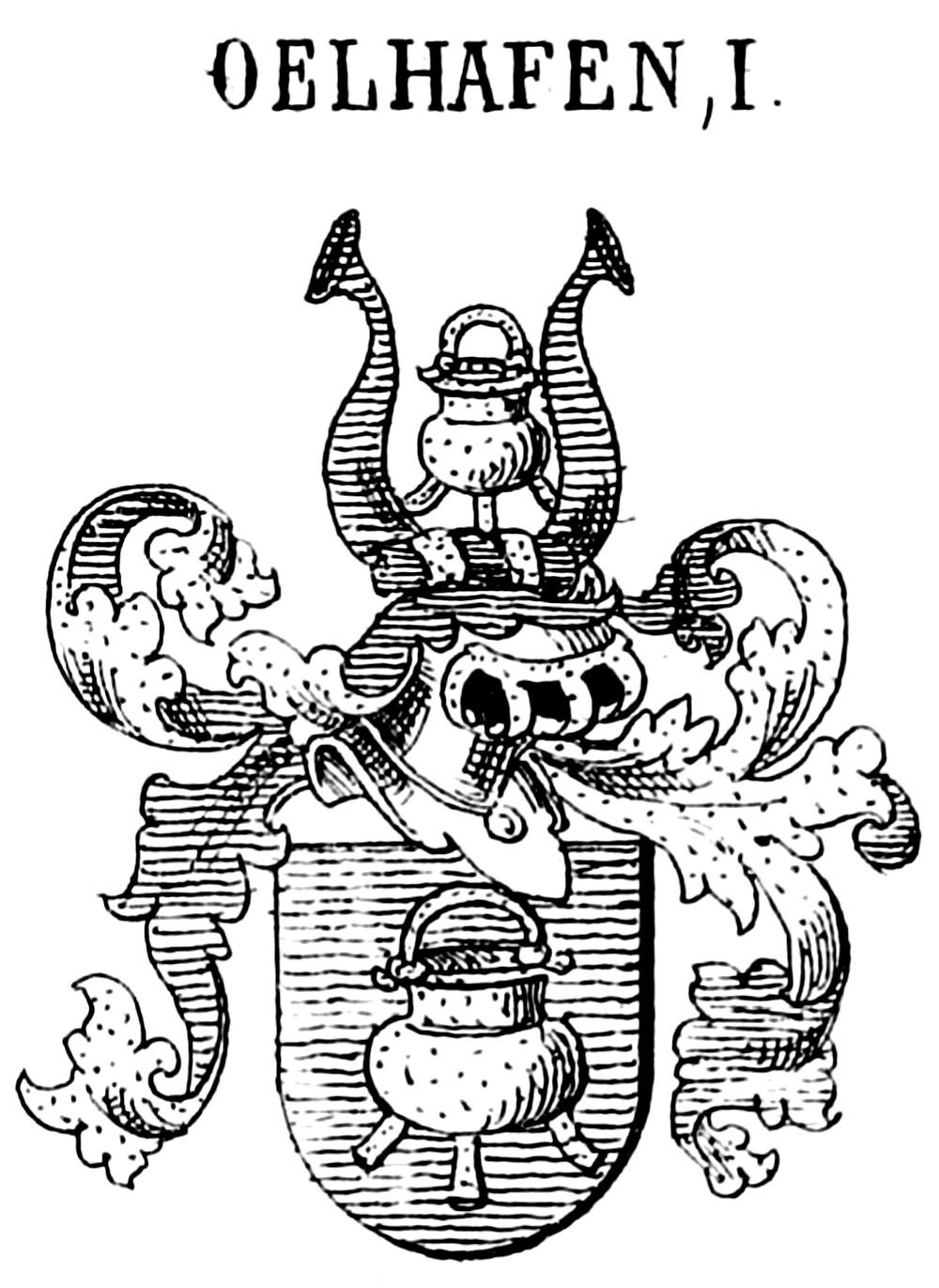
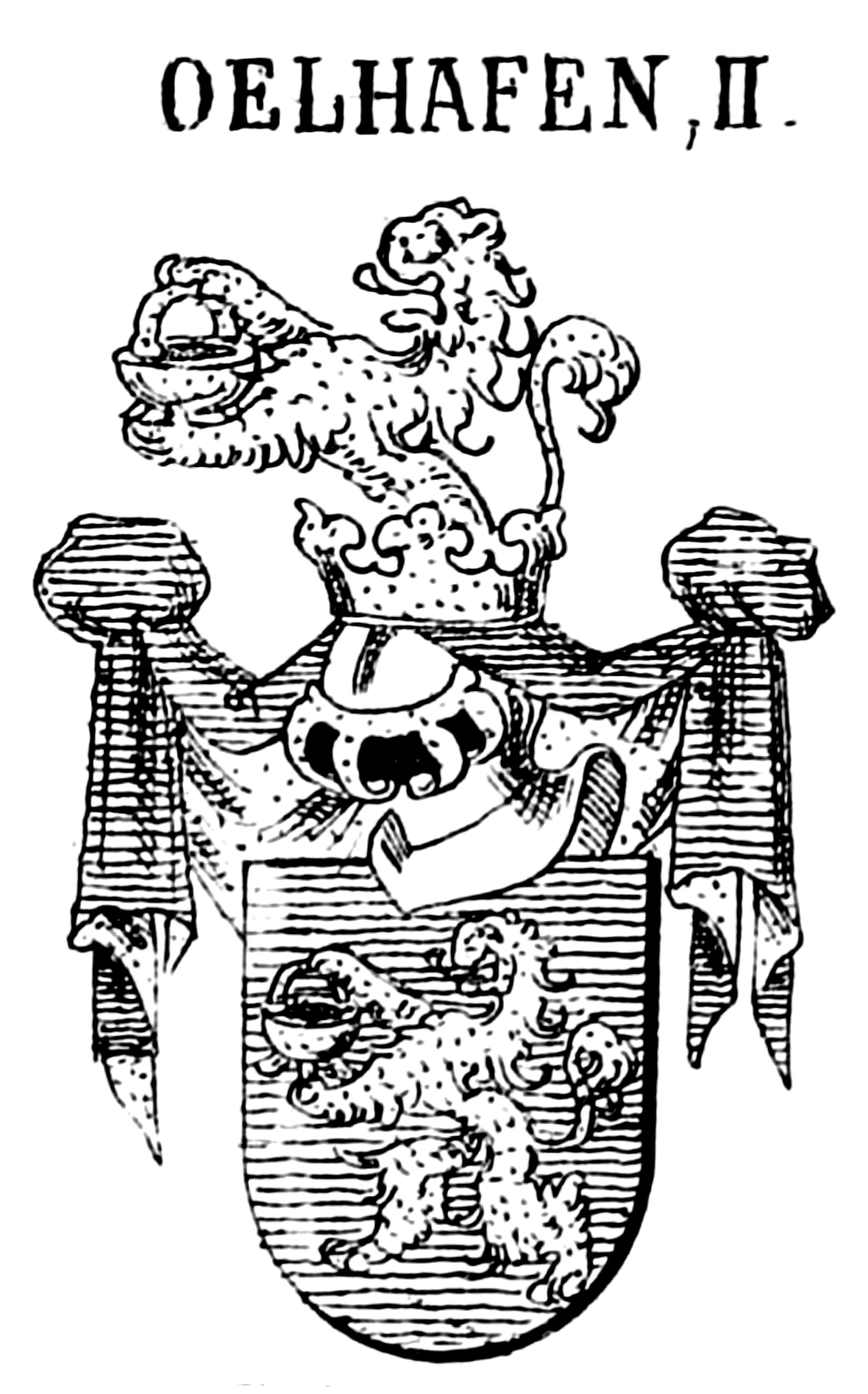
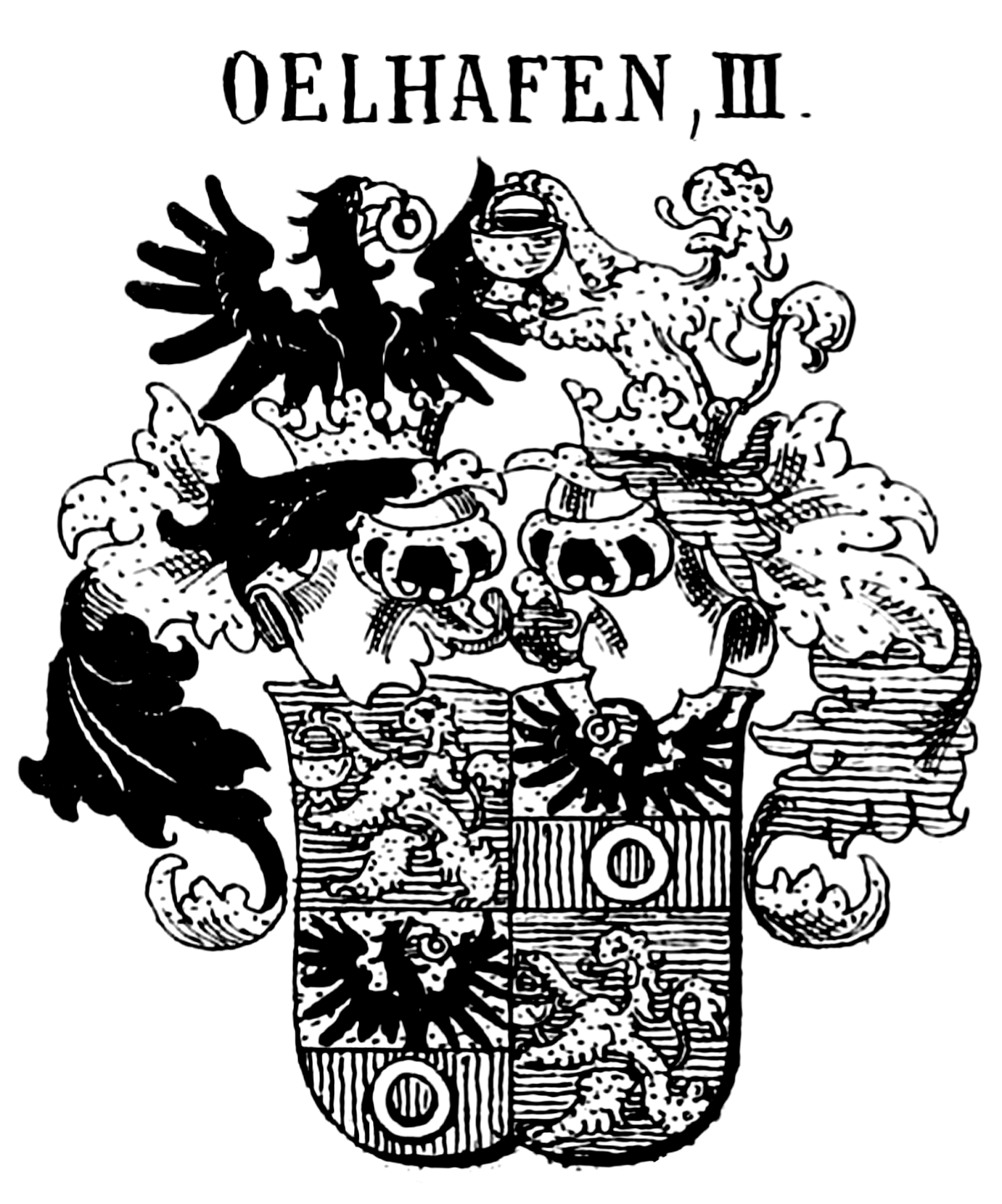

- Das ursprüngliche Wappen zeigte eine goldene Ölkanne auf blauem Grund.
- Das Sixtus I. Oelhafen und seinen Brüdern 1489 mit dem Reichsadel durch Friedrich III. verliehene Wappen zeigt in Blau einen steigenden goldenen Löwen, der in seinen Pranken einen goldenen Ölkrug hält.
- Als sich Sixtus Oelhafen 1501 mit Anna Pfinzing von Henfenfeld aus angesehenem Nürnberger Patriziergeschlecht verehelichte, wurde das Wappen der Oelhafen gebessert. Der Schild wurde geviert und enthält in den Feldern 2 und 3 das Wappen der Pfinzing, ein schwarzer Adler in Gold über einem silbernen Ring in Rot, in den Feldern 1 und 4 das Oelhafen'sche Stammwappen.

Darstellungen in Siebmachers Wappenbüchern